# 路易斯·阿拉曼多拉
路易斯·阿拉曼多拉（英語：Louis Allamandola）是一位美国空间科学家，任职于美国国家航空航天局天体物理和天体化学实验室，曾当选美國科學促進會会士。